# Heinrich Villiger
Heinrich Villiger (* 30. Mai 1930 in Menziken; heimatberechtigt in Sins und Rickenbach; † 25. Juli 2025 in Pfeffikon) war ein Schweizer Unternehmer und Mehrheitsinhaber der Villiger Söhne AG in Pfeffikon. Er war der älteste Bruder des ehemaligen Bundesrats Kaspar Villiger.

## Leben und Karriere
Villiger wurde als ältester Sohn der Zigarrendynastie Villiger in Menziken geboren. Sein Vater war Max Villiger (1897–1966), Fabrikant in zweiter Generation, die Mutter Dory, geborene Heiz (1909–1997), entstammte einem alteingesessenen Geschlecht aus Menziken. Er wuchs im Zentrum der damaligen Zigarrenindustrie, dem Wynental, auf. Er absolvierte die Handelsmatura und trat im Alter von 20 Jahren in die Firma Villiger ein, er hätte jedoch lieber ein Studium absolviert. Von 1950 bis 1952 durchlief er eine Ausbildung in der internationalen Tabakindustrie mit Aufenthalten in den USA, Puerto Rico, Kuba und der Dominikanischen Republik. Anschliessend kehrte er nach Europa zurück, wo er seine Ausbildung unter anderem in den Niederlanden an der Tabakbörse fortsetzte. Es folgten weitere Auslandaufenthalte in Brasilien und der Türkei sowie eine Ausbildung in der Herstellung von Zigarren und Zigaretten.
Villiger wurde 1954 Teilhaber der Villiger-Unternehmungen in der Schweiz und in Deutschland sowie Mitglied des Verwaltungsrates der Villiger Söhne AG (Schweiz) und der Geschäftsführung der Villiger Söhne GmbH in Deutschland. Seit 1966, nach dem Tod des Vaters, waren beide Villiger-Brüder je zu 50 % am Unternehmen beteiligt. 1989, mit dem Eintritt in den Bundesrat von Kaspar Villiger, übernahm Heinrich Villiger sämtliche Anteile seines Bruders und war seither Alleinaktionär der Villiger-Gruppe.
Heinrich Villiger war auch in hohem Alter noch aktiv. Er war Präsident des Verwaltungsrates der Villiger Söhne Holding AG sowie der Villiger Söhne AG in Pfeffikon (Stammhaus). Obschon er die operative und strategische Leitung an Direktoren übertrug, war er im deutschen Stammhaus der Villiger Söhne GmbH in Waldshut-Tiengen nach wie vor für die strategische Ausrichtung und Führung verantwortlich. Er war zudem «President Commissioner» der PT Villiger Tobacco Indonesia auf Jawa Timur in Indonesien, Vizepräsident des Verwaltungsrates der Intertabak AG in Pratteln, des offiziellen Habanos-Importeurs der Schweiz. Zudem war er Geschäftsführer der 5th Avenue Products Trading-GmbH in Waldshut-Tiengen, des offiziellen Importeurs von Habanos in Deutschland, Österreich und Polen.
Zu Villigers ehrenamtlichen Tätigkeiten zählten: von 1965 bis 2001 Vorstandsmitglied des Bundesverbands der Zigarrenindustrie in Bonn-Bad Godesberg (Deutschland), von 1998 bis 2000 Vorsitzender der European Cigar Manufacturers Association, welche 90 % der Interessen der europäischen Zigarrenproduktion repräsentiert, Vorstandsvorsitzender der Cigar Coalition Europe in Berlin. Er war zudem Gründungsmitglied des Rotary-Clubs in Waldshut-Säckingen.
Villiger starb am 25. Juli 2025 im Alter von 95 Jahren in Pfeffikon.

## Familie
Villiger war ab 1958 mit Martina Burger verheiratet. Burger entstammte ebenfalls aus einer Fabrikantenfamilie der Tabakindustrie (Burger Söhne in Burg). Sie hatten drei erwachsene Töchter und einen Sohn. Villiger lebte in Full-Reuenthal im Kanton Aargau.